# La Chapelle-aux-Saints
La Chapelle-aux-Saints is een gemeente in het Franse departement Corrèze (regio Nouvelle-Aquitaine) en telt 164 inwoners (1999). De plaats maakt deel uit van het arrondissement Brive-la-Gaillarde. Het belangrijke La Chapelle-aux-Saints 1 neanderthalerskelet werd hier gevonden.

## Geografie
De oppervlakte van La Chapelle-aux-Saints bedraagt 4,7 km², de bevolkingsdichtheid is 34,9 inwoners per km².
De onderstaande kaart toont de ligging van La Chapelle-aux-Saints met de belangrijkste infrastructuur en aangrenzende gemeenten.

## Demografie
Onderstaande figuur toont het verloop van het inwonertal (bron: INSEE-tellingen).